# Piotr Glebow
Piotr Pietrowicz Glebow (ros. Пётр Петрович Глебов, ur. 14 kwietnia 1915 w Moskwie, zm. 17 kwietnia 2000 tamże) – radziecki i rosyjski aktor filmowy i teatralny. 

## Życiorys
Najbardziej znany z roli Grigorija z filmu z 1957 roku Cichy Don Siergieja Gierasimowa.
Pochowany na Cmentarzu Wagańkowskim w Moskwie.

## Wybrana filmografia
- 1941: Marzenie epizod
- 1957: Cichy Don jako Grigorij
- 1960: Bałtyckie niebo jako Łunin
- 1969: Wyzwolenie epizod
- 1978: Pugaczow jako Stiepan Fiedułow[4]
- 1980: Młodość Piotra Wielkiego
- 1981: Mężczyźni jako ojciec Pawła[5]
- 1985: Bitwa o Moskwę jako marsz. Budionny

i inne